# Scatha
Scatha es una criatura ficticia perteneciente al legendarium del escritor británico J. R. R. Tolkien. Conocido también como Scatha el Gusano, era un poderoso dragón de las Montañas Grises. Es poco lo que se conoce de Scatha, excepto que fue muerto por Fram, hijo de Frumgar (uno de los ancestros Éothéod de Eorl el Joven).
Los gusanos no eran tanto una subespecie como una expresión. Refería más que nada a lo delgados que estos dragones podían llegar a ser, esto se puede ver cuando Scatha entra en los refugios enanos en las Montañas Grises, pasando por una puerta de unos 20 pies de ancho (Un poco menos de 7 metros). El único otro dragón que podría haber hecho esto sería Glaurung. Smaug o Ancalagon no podrían haber hecho esta maniobra.
Después de matar a Scatha, Fram recuperó el tesoro de las Montañas Grises, que sería luego disputado con los enanos que habitaban ahí antes. Fram no hizo caso a este reclamo y les envió un diente del dragón que tenía grabado: “Joyas tales como ésta no igualaran sus tesoros, puesto que son difíciles de encontrar”.
Esta afirmación llevaría a la muerte a Fram en una contienda con los enanos.
Parte del tesoro de este dragón se llevó con la mudanza de los Éothéod encabezados por Eorl a la provincia de Calenardhon. El cuerno que Éowyn le dio a Merry después de la Guerra del Anillo (cientos de años después de que Scatha haya muerto) pertenecía de seguro a este tesoro.
- Datos: Q2706729